# Canta, Peru
Canta este un oraș din regiunea Lima, în vestul statului Peru. Orașul este situat pe râul Chillón și este capitala provinciei Canta. Cu o populație de 2.918 de locuitori (recensământul din 2005), acesta de asemenea este și capitala districtului Canta. Localitatea este situată la altitudinea de 2.819 m. deasupra nivelului mării.